# John Carter (Klarinettist)

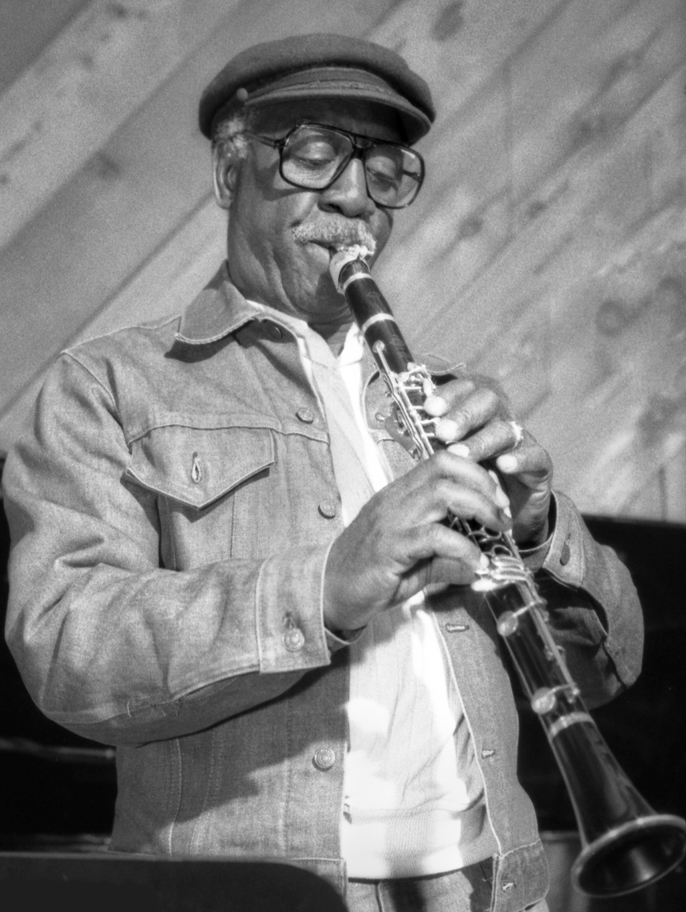
John Carter (1988)

John Wallace Carter (* 24. September 1929 in Fort Worth, Texas; † 31. März 1991 in Inglewood, Kalifornien) war ein US-amerikanischer Jazzmusiker (Klarinette, Altsaxophon), Musikerzieher und Komponist.

## Leben und Werk
Carter spielte Ende der 1940er in Fort Worth gemeinsam mit Ornette Coleman und Charles Moffett senior und unterrichtete Julius Hemphill. Nach dem Musikstudium an der Lincoln University (Missouri) wurde er Musikerzieher. 1961 zog er aus beruflichen Gründen an die Westküste. 1965 gründete er in Los Angeles ein Quartett mit dem Trompeter Bobby Bradford („New Art Jazz Ensemble“), spielte aber auch mit Hampton Hawes und Harold Land. Ab 1972 leitete er eigene Gruppen.
Carter war seit 1980 Mitglied des Holzbläserensembles von James Newton. Nach der auf Einladung von Joachim Ernst Berendt in Europa gemachten Erfahrung in einem Clarinet Summit mit Perry Robinson, Gianluigi Trovesi, Ernst-Ludwig Petrowsky, Bernd Konrad und Theo Jörgensmann gründete er 1981 mit Alvin Batiste, Jimmy Hamilton und David Murray einen weiteren, amerikanischen Clarinet Summit. Nach seiner Zeit als Musiklehrer gründete er für die Ausbildung von Bläsern ein spezielles Wind College in Culver City, das internationale Reputation hatte. Zu seinen dortigen Schülern gehört beispielsweise der niederländische Bläser Ab Baars.
In den 1980er Jahren verfasste er fünf Suiten für Oktett (jeweils auf CD veröffentlicht), die er unter dem Titel Roots and Folklore: Episodes in the Development of American Folk Music zusammenfasste und die die Geschichte der Afroamerikaner – von der Sklavenjagd bis heute – überzeugend darstellen. Mit dieser Serie von Suiten hat er US-amerikanische Musikgeschichte geschrieben. In seinen Kompositionen ging es Carter auch um die Herstellung des Gleichgewichts zwischen der weißen, afroamerikanischen und kontinentalafrikanischen Musik.
Ebenso wie James Newton, Andrew Cyrille, Marty Ehrlich und Mark Dresser in den USA widmet sich in Europa das Ab-Baars-Trio den Kompositionen von Carter und hält sie im Repertoire.

## Auswahldiskographie
- John Carter & Bobby Bradford’s New Art: Flight for Four (1969)
- Seeking (Revelation, 1969)
- John Carter Quintet: Secrets (1972)
- Echoes from Rudolph’s (1976; Neuauflage 2015)
- Clarinet Summit: You Better Fly Away (1979) mit P. Robinson, G. Trovesi, Th. Jörgensmann, Eje Thelin, Didier Lockwood, Stan Tracey, Kai Kanthak, J.F. Jenny-Clark, Günter „Baby“ Sommer, Aldo Romano
- John Carter: Suite of Early American Folk Pieces (1980)
- Horace Tapscott: The Dark Tree Vol. 1/2 (1990/91)
- Bobby Bradford & John Carter Quintet: No U Turn: Live in Pasadena, 1975 (2015)
- Roberto Mirandas Home Music Ensemble: Live at Bing Theatre, Los Angeles, 1985 (Dark Tree, ed. 2021)

- Roots and Folklore: Episodes in the Development of American Folk Music
  - The John Carter Octet: Dauwhe (1982)
  - John Carter: Castles of Ghana (1985)
  - John Carter: Dance of the Love Ghosts (1987)
  - John Carter: Fields (1988)
  - John Carter: Shadows on a Wall (1989)